# Laelia infracta
Laelia infracta är en fjärilsart som beskrevs av Bethune-Baker 1911. Laelia infracta ingår i släktet Laelia och familjen tofsspinnare. Inga underarter finns listade i Catalogue of Life.